# 喻坦之
喻坦之（？—？），睦州（今浙江建德）人，晚唐诗人。

## 生平
生卒年均不详。喻坦之與喻鳧在高棅撰《唐詩品彙》一書裡被誤為同一人。咸通年间屡试不中，久居长安，与建州刺史李頻、考生張喬友好。落第後曾游太原、代北（今山西代縣附近）等地。咸通十一年，試京兆府，再度落榜，棄舉業歸里，後不知所終。今存诗十八首。與鄭谷、許棠、任濤等合稱咸通十哲。